# Pedro Rizzo
Pour les articles homonymes, voir Rizzo.
Pedro Rizzo, né le 3 mai 1974, est un pratiquant professionnel de combat libre et de muay thaï brésilien. Il a combattu au Pride, à l'UFC dans la division Heavyweight contre de grands noms du MMA comme Mark Coleman, Ken Shamrock, Josh Barnett, Ricco Rodriguez ou encore Dan Severn.

## Palmarès en MMA
| Résultat | Record | Adversaire           | Méthode                                          | Événement                                | Date               | Round | Temps | Lieu                                       | Notes                                        |
| -------- | ------ | -------------------- | ------------------------------------------------ | ---------------------------------------- | ------------------ | ----- | ----- | ------------------------------------------ | -------------------------------------------- |
| Victoire | 19-9   | Ken Shamrock         | TKO (coups de pied aux jambes et coups de poing) | Impact FC 2: The Uprising: Sydney        | 18 juillet 2010    | 1     | 3:33  | Sydney, Australie                          |                                              |
| Victoire | 18-9   | Gary Goodridge       | TKO (abandon)                                    | Washington Combat: Battle of the Legends | 15 mai 2010        | 2     | 5:00  | Washington D.C., États-Unis                |                                              |
| Victoire | 17-9   | Jeff Monson          | Décision unanime                                 | Bitetti Combat 4                         | 12 septembre 2009  | 3     | 5:00  | Rio de Janeiro, Brésil                     |                                              |
| Défaite  | 16-9   | Gilbert Yvel         | KO (coups de poing)                              | FFI: Ultimate Chaos                      | 27 juin 2009       | 1     | 2:10  | Biloxi, Mississippi, États-Unis            |                                              |
| Défaite  | 16-8   | Josh Barnett         | KO (coups de poing)                              | Affliction: Banned                       | 19 juillet 2008    | 2     | 1:44  | Anaheim, Californie, États-Unis            |                                              |
| Victoire | 16-7   | Jeff Monson          | TKO (coups de poing)                             | Art of War 3                             | 1er septembre 2007 | 3     | 2:40  | Dallas, Texas, États-Unis                  | Défend le titre des poids lourds de l'IFA.   |
| Victoire | 15-7   | Justin Eilers        | Décision unanime                                 | Art of War 1                             | 9 mars 2007        | 3     | 5:00  | Dallas, Texas, États-Unis                  | Remporte le titre des poids lourds de l'IFA. |
| Défaite  | 14-7   | Roman Zentsov        | KO (coups de poing)                              | Pride 31: Dreamers                       | 26 février 2006    | 1     | 0:25  | Saitama, Japon                             |                                              |
| Défaite  | 14-6   | Sergei Kharitonov    | TKO (soccer kick et coups de poing)              | Pride Critical Countdown 2005            | 26 juin 2005       | 1     | 2:02  | Saitama, Japon                             |                                              |
| Victoire | 14-5   | Ricco Rodriguez      | Décision unanime                                 | UFC 45: Revolution                       | 21 novembre 2003   | 3     | 5:00  | Uncasville, Connecticut, États-Unis        |                                              |
| Victoire | 13-5   | Tra Telligman        | TKO (arrêt du médecin)                           | UFC 43: Meltdown                         | 6 juin 2003        | 2     | 4:24  | Las Vegas, Nevada, États-Unis              |                                              |
| Défaite  | 12-5   | Vladimir Matyushenko | Décision unanime                                 | UFC 41: Onslaught                        | 28 février 2003    | 3     | 5:00  | Atlantic City, New Jersey, États-Unis      |                                              |
| Défaite  | 12-4   | Gan McGee            | TKO (arrêt du coin)                              | UFC 39: The Warriors Return              | 27 septembre 2002  | 1     | 5:00  | Uncasville, Connecticut, États-Unis        |                                              |
| Victoire | 12-3   | Andrei Arlovski      | KO (coups de poing)                              | UFC 36: Worlds Collide                   | 22 mars 2002       | 3     | 1:45  | Las Vegas, Nevada, États-Unis              |                                              |
| Défaite  | 11-3   | Randy Couture        | TKO (coups de poing)                             | UFC 34: High Voltage                     | 2 novembre 2001    | 3     | 1:38  | Las Vegas, Nevada, États-Unis              | Pour le titre des poids lourds de l'UFC.     |
| Défaite  | 11-2   | Randy Couture        | Décision unanime                                 | UFC 31: Locked & Loaded                  | 4 mai 2001         | 5     | 5:00  | Atlantic City, New Jersey, États-Unis      | Pour le titre des poids lourds de l'UFC.     |
| Victoire | 11-1   | Josh Barnett         | KO (coup de poing)                               | UFC 30: Battle on the Boardwalk          | 23 février 2001    | 2     | 4:21  | Atlantic City, New Jersey, États-Unis      |                                              |
| Victoire | 10-1   | Dan Severn           | TKO (coups de pied aux jambes)                   | UFC 27: Ultimate Bad Boyz                | 22 septembre 2000  | 1     | 1:33  | La Nouvelle-Orléans, Louisiane, États-Unis |                                              |
| Défaite  | 9-1    | Kevin Randleman      | Décision unanime                                 | UFC 26: Ultimate Field of Dreams         | 9 juin 2000        | 5     | 5:00  | États-Unis                                 | Iowa, États-Unis                             |
| Victoire | 9-0    | Tsuyoshi Kohsaka     | TKO (coups de poing)                             | UFC 23: Ultimate Japan 2                 | 19 novembre 1999   | 3     | 1:12  | Tokyo, Japon                               |                                              |
| Victoire | 8-0    | Tra Telligman        | KO                                               | UFC 20: Battle for the Gold              | 7 mai 1999         | 1     | 4:30  | Birmingham, Alabama, États-Unis            |                                              |
| Victoire | 7-0    | Mark Coleman         | Décision partagée                                | UFC 18: Road to the Heavyweight Title    | 8 janvier 1999     | 1     | 15:00 | Kenner, Louisiane, États-Unis              |                                              |
| Victoire | 6-0    | David Abbott         | KO (coup de poing)                               | UFC Brazil: Ultimate Brazil              | 16 octobre 1998    | 1     | 8:07  | São Paulo, Brésil                          |                                              |
| Victoire | 5-0    | Richard Heard        | TKO (coups de poing)                             | World Vale Tudo Championship 3           | 19 janvier 1997    | 1     | 13:12 | Brésil                                     |                                              |
| Victoire | 4-0    | Vernon White         | KO (Soccer Kick)                                 | World Vale Tudo Championship 2           | 10 novembre 1996   | 1     | 6:30  | Brésil                                     |                                              |
| Victoire | 3-0    | Michael Tielrooy     | Submission (clé d'épaule)                        | World Vale Tudo Championship 2           | 10 novembre 1996   | 1     | 0:18  | Brésil                                     |                                              |
| Victoire | 2-0    | Niccolaus Niccolaus  | Soumission (coups de poing)                      | World Vale Tudo Championship 2           | 10 novembre 1996   | 1     | 1:49  | Brésil                                     |                                              |
| Victoire | 1-0    | Eric Labaille        | TKO (coups de poing)                             | IMA: Battle of Styles                    | 26 octobre 1996    | 1     | 2:57  | Pays-Bas                                   |                                              |

## Palmarès au K-1
| 0 Victoires (0 (T) KO's, 0 décision), 1 Défaites |          |        |                  |              |                       |       |       |               |
| Date                                             | Résultat | Record | Adversaire       | Événement    | Méthode               | Round | Temps | Lieu          |
| 9 décembre 1995                                  | Défaite  | 0-1    | Michael Thompson | K-1 Hercules | TKO (Doctor Stoppage) | 3     | 1:19  | Nagoya, Japon |